# Giancarlo Puppo
Giancarlo Puppo (Roma, 28 de noviembre de 1938) es un arquitecto y artista ítalo-argentino. En 1947 la familia se traslada a América Latina. Ha tenido actuación en América Latina, América del Norte y Europa. Estudió en Argentina y Uruguay, doctorado en los dos países como arquitecto.
En 1961 viaja a Europa y toma contacto con las obras que determinarían luego su lenguaje arquitectónico, pictórico y su interés por la arqueología. A partir de 1973 viaja por América del Sur y América del Norte, Europa y el norte de África.
Actualmente continúa realizando diversos proyectos de arquitectura y artes plásticas. 

## Obra

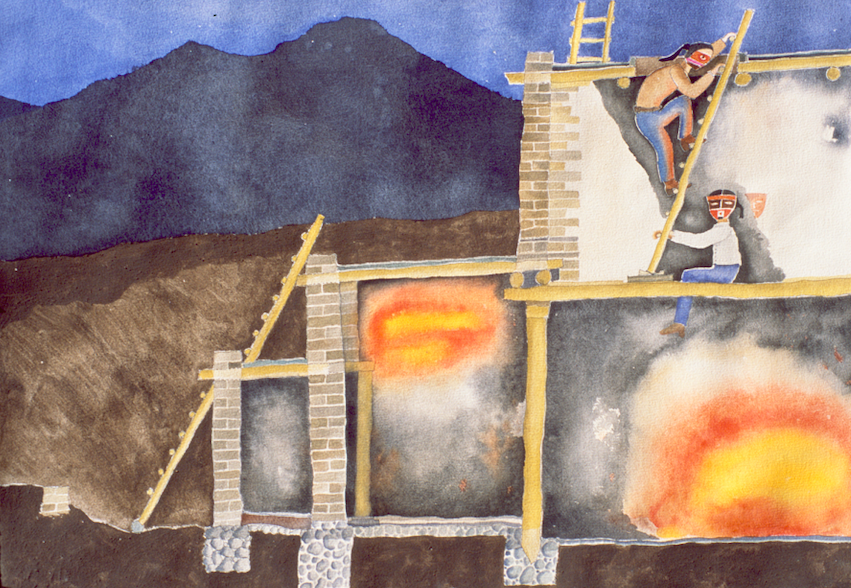
Building a kiva at twilight. 2006

Giancarlo Puppo, se manifiesta en diversas disciplinas: la arquitectura, la pintura, la escritura, los estudios y ensayos sobre arqueología. Su arquitectura parte del uso apropiado, a veces nuevo, de los materiales, tecnologías y herencia cultural de cada sitio. Trata de aprovechar los valores efímeros del proceso de construcción que a menudo oblitera los materiales. 
En la pintura, su trabajo se apoya en lo irracional y en la exploración de los materiales como medios expresivos. La provocación es en la pintura más explícita, ya que se relaciona con imágenes reelaboradas que aunque no tradicionales son reconocibles. El humor es una componente importante en todas sus obras que se basa en un nuevo orden, en situaciones inusuales que rozan lo absurdo. Estas obras pictóricas se acoplan con cuentos o episodios en publicaciones de revistas, en catálogos y en “Amorosasextrañascriaturas” (presentado por Gillo Dorfles). El misterio, lo oculto y la sorpresa son componentes deseables para este artista-arquitecto y son claramente visibles en obras como El retablo de la Iglesia de Nuestra Señora de Luján y San Francisco, en retablos domésticos y en obras como “Historia conocida”,”La Anunciación”, “La Naveta de Tudons” y en muchos cuentos.

## Principales proyectos y obras de arquitectura

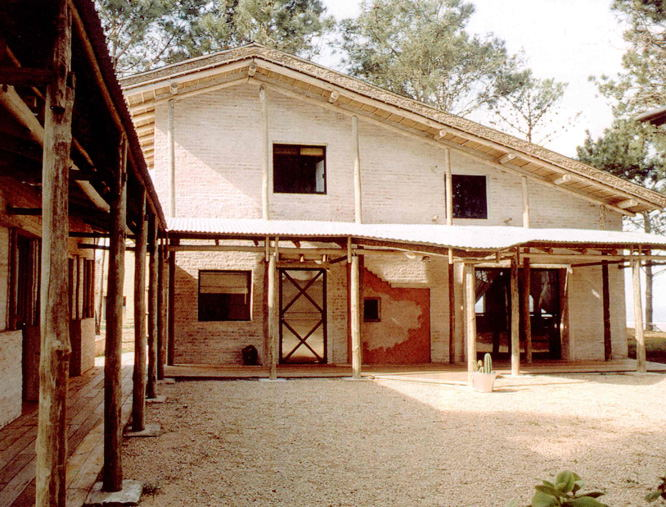
Casa El Arca en Maldonado, Uruguay

Entre 1968 y 1987, Puppo trabajó extensivamente en asociación con su entonces esposa, la arquitecta Ethel Etcheverry. Construyeron una serie de viviendas, edificios comerciales, de culto, educacionales, etc., especialmente en Buenos Aires, para cuyo diseño partieron de una serie de postulados conceptuales, tales como no esconder las estructuras, aprovechar las tecnologías existentes y consolidadas por modelos históricos, como el uso de bóvedas cerámicas. Un especial cuidado de los detalles se traduce en el uso no tradicional de materiales, algunas veces de desecho, en la búsqueda constante del aprovechamiento de elementos de distinta manera.  
Ha diseñado en asociación con Ethel Etcheverry, Clorindo Testa, Manuel Net, Paul Fisher, Rodrigo Bustamante, Rodolfo Johannes, Pablo Seggiaro, Silvia Soqueff y Dora Young.

### En Argentina
- Iglesia de Nuestra Señora y San Francisco, José C. Paz Argentina
- Recuperación de edificios antiguos en Argentina, Uruguay
- Casa Qui Si Sana, calle O'Higgins 4560, en Buenos Aires
- Establecimiento fabril Etchebar, calle República Oriental del Uruguay 5050, en La Matanza
- Casa en Villa Urquiza, calle Altolaguirre 2071, en Buenos Aires
- Casas Kulik, Martínez y Vázquez, en San Isidro
- Casa en Chacarita, calle Roseti 27, Buenos Aires
- Casas en Núñez, calle Cuba 3965 y 4652, Buenos Aires
- OMAVA SRL (audiovisuales, laboratorios y oficinas). calle Venezuela 1642, Buenos Aires
- Casa en Tudcum, provincia de San Juan
- Casa en Exaltación de la Cruz, Provincia de Buenos Aires
- Sala Roma (multifuncional), Embajada de Italia en Buenos Aires
- Edificio habitacional, calle Arias 2056 esquina Arcos, Capital Federal
- Dos viviendas en Cuba 3965, Capital Federal

### En Uruguay
- Casa el Arca
- Casas en Punta del Este y en Punta Ballena

## Urbanismo e intervención en el entorno
Ha trabajado en Planeamiento regional y urbano. También en los problemas de entorno y de equipamiento sostenible sobre la base de sistemas pasivos y de diseño.
Proyectos de Urbanismo y de intervención en el entorno:
- Represa de Alicurá: modificación microclimática, intervenciones y recomendaciones de planificación.

- Propuesta para el nuevo acceso de La Alambra- Granada, España.

- Propuesta para la remodelación del barrio Santa Croce- Florencia, Italia.

- Propuesta para Plan de entorno de Puerto Madryn- Patagonia Argentina.
- Propuesta para el Correo Central, Capital Federal, Buenos Aires.

## Objetos, mobiliario y diseño interior

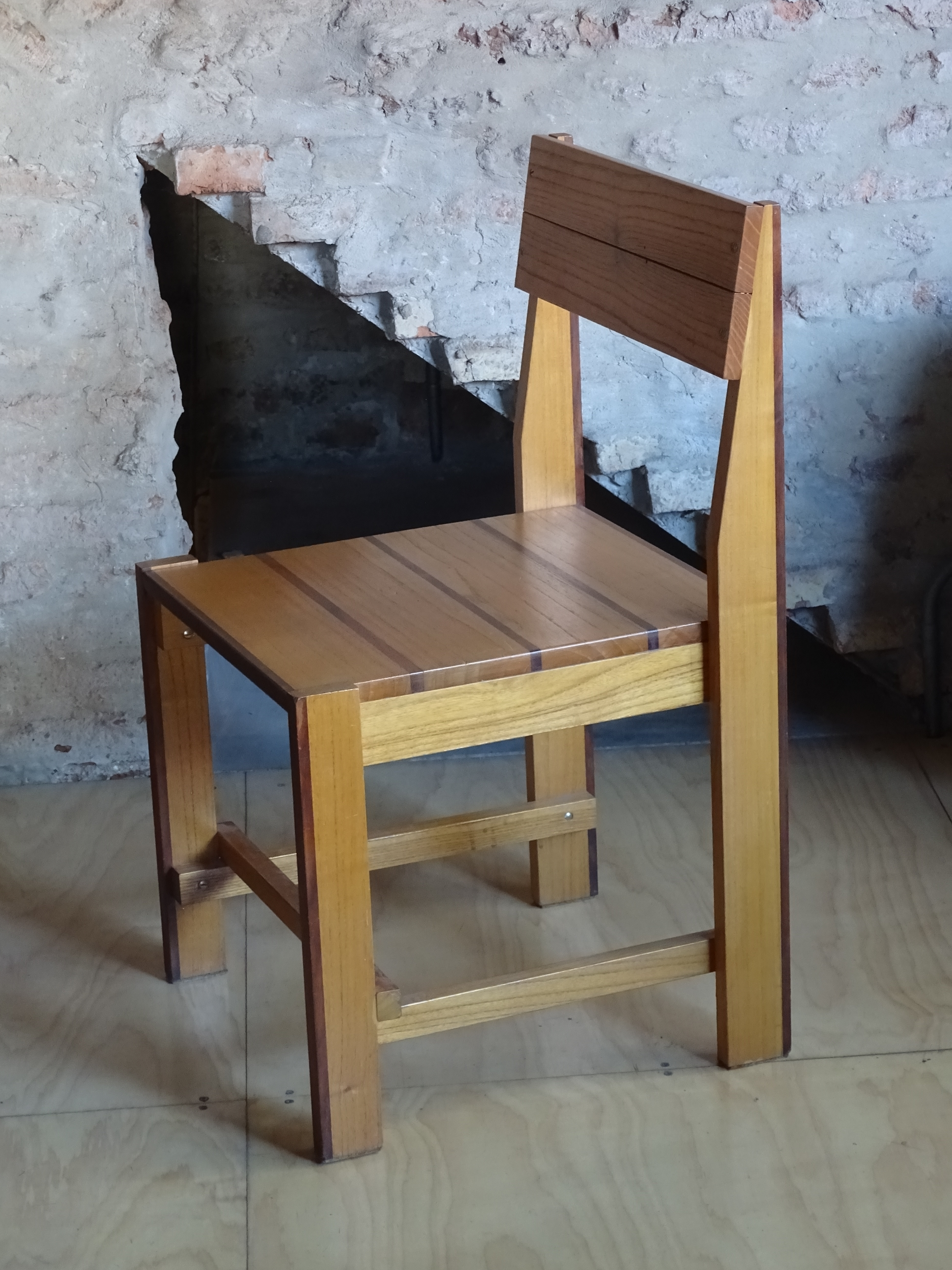
Silla diseñada por Puppo

Se ha dedicado al diseño de interiores y al de objetos y muebles, al diseño gráfico y armado de exposiciones. 

## Arte, Exposiciones
En Artes visuales ha expuesto en América del Sur, del Norte y en Europa. 
Principales muestras individuales de arte: 
1995- Museo de Arte Hispanoamericano, Buenos Aires, Argentina.
1998- Museo Caraffa, Córdoba, Argentina.
2002- Centro Cultural Recoleta, Buenos Aires, Argentina.
2004- Museo de Arte Contemporáneo, Panamá (foto en imágenes).
2005- Museo Nacional de Bellas Artes, Argentina, muestra retrospectiva.
2006- Galerie Frederik, Den Haag, Holanda.
2006- The Americas Collection, Miami, Estados Unidos.
2009- Museo Larreta, Buenos Aires, Argentina.
2009- Nowhere Gallery, Milán, Italia.
2009- Museo Caraffa, Exposición "Puentes", Córdoba, Argentina. 
2010- Holz Galería de Artes, Buenos Aires, Argentina.

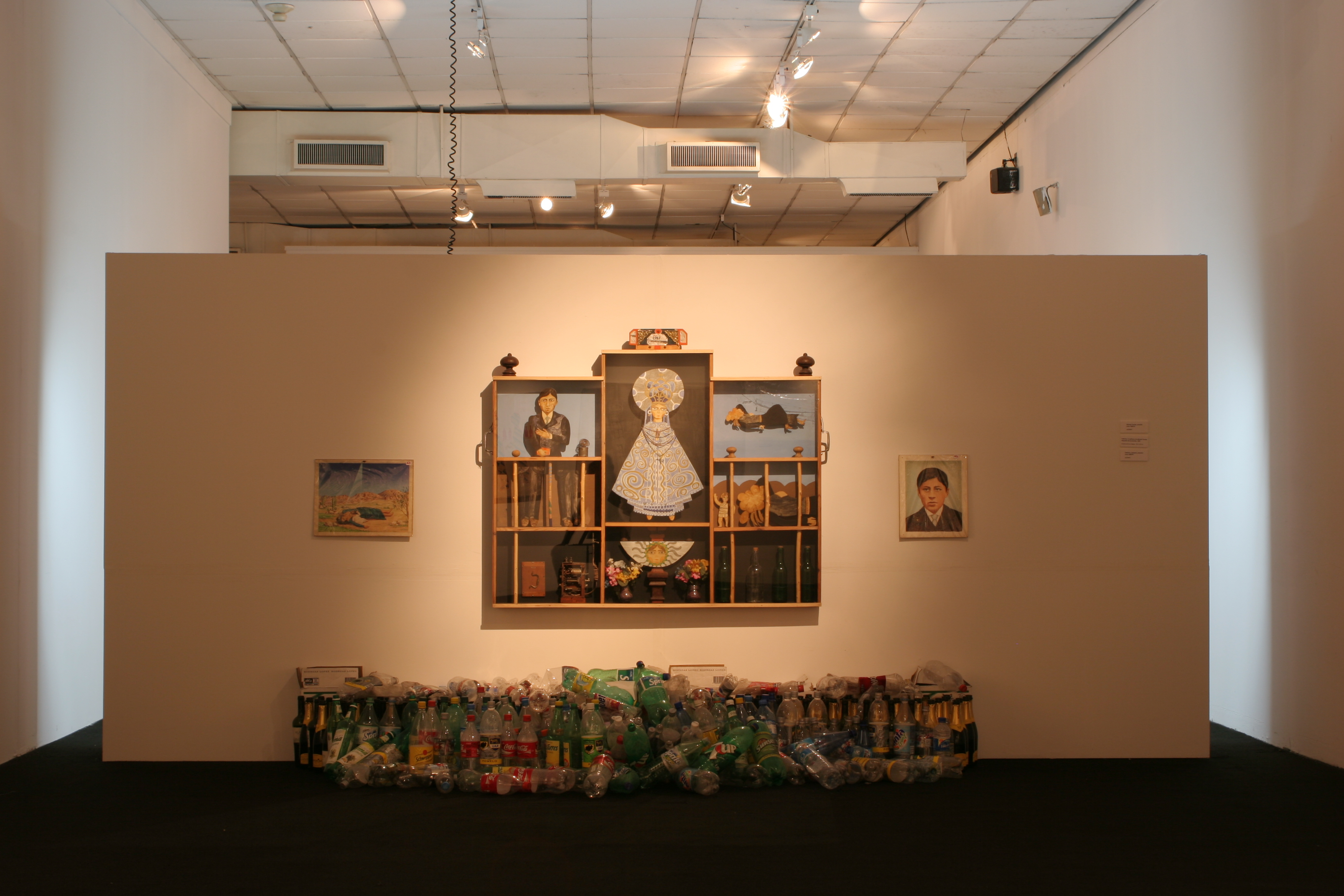
Retrospectiva MNBA 2005

2016- Sala Roma, Embajada de Italia, Buenos Aires, Argentina.

## Publicaciones de obras de Arquitectura
Varias publicaciones documentan sus obras de arquitectura, diseño de interior y diseño de objetos:
- “Giancarlo Puppo- Una arquitectura de la pluralidad” Somosur XIX- Escala, Colombia, México Puerto Rico y Panamá- 2003- Introducción de Julio Cacciatore, Humberto Eliash y Adriana Irigoyen.[3]
- Metalocus N.º 4 -Arquitectura y pintura- Presentación de Caleb Bach -2000[4]

- “Del Neoracionalismo al Posmodernismo”-Patrimonio Mundial, S19 y 20- Diario Clarín, Tomo 05.

## Publicaciones de obras de Arte
- "In/Out" – Adobe, Buenos Aires, 1991- textos de Fisher, Bach, Saurí.[5]

- "Amorosestranecreature"- Electa, Milán, 2001- Introducción de Gillo Dorfles.

- "Giancarlo Puppo"-Milán-Buenos Aires, 2004- Introducción de Caleb Bach - Rossana Bossaglia.
- "Puentes de sorpresa" - Texto de Luisa Valenzuela - Pintura y cuentos - Revista Americas - OEA - Washington - 2004

## Docencia
- Fue cofundador del Grupo STOA con Eduardo Sacriste, Ethel Etcheverry, Manuel I. Net y Eduardo Macintosh (1978).

- Profesor invitado en la Universidad de Buenos Aires 1985-86.

- Universidad de Los Andes, Bogotá Colombia  1996-98.

- Invitado por Politécnico de Valencia 2002.

(Otras intervenciones en Chile, Panamá, Bolivia, Paraguay, Uruguay, Universidad de Nuevo México, USA, Chihuahua México)
- Ocasionalmente invitado por Universidad de Córdoba,  Universidad Católica de Córdoba, Universidad del Chaco.

## Ensayos y libros de los que es autor
- "Arte argentino antes", Hualfin ediciones, Buenos Aires, Argentina,1979 (castellano-inglés);

- Introducción a "Gustavo Medeiros" en libro monográfico, ediciones Nueva Visión, La Paz, Bolivia,1991;

- Estudio sobre "Héctor Basaldúa" en "Historia crítica del arte argentino", Asociación Argentina de Críticos de Arte, 1995.

- Artículos sobre arte precolombino, colonial y contemporáneo en Clarín, Summa y otros diarios y revistas de Buenos Aires, Argentina, Montevideo, Uruguay y México, desde 1964 hasta la fecha.